# Roodrugleeuwerik
De roodrugleeuwerik (Calendulauda erythrochlamys; synoniem: Certhilauda erythrochlamys) is een zangvogel uit de familie Alaudidae (leeuweriken).

## Verspreiding en leefgebied
Deze soort komt voor in Namibië en Zuid-Afrika en telt vier ondersoorten:
- C. e. erythrochlamys: westelijk-centraal Namibië.
- C. b. barlowi (Barlows leeuwerik): zuidwestelijk Namibië.
- C. b. patae: de kust van zuidwestelijk Namibië tot noordwestelijk Zuid-Afrika.
- C. b. cavei: het binnenland van zuidwestelijk Namibië tot noordwestelijk Zuid-Afrika.

## Status
De grootte van de populatie is niet gekwantificeerd maar de soort wordt omschreven als plaatselijk vrij algemeen. Op de Rode lijst van de IUCN heeft deze soort de status niet bedreigd.